# Agatti
Agatti és una illa de 7,6 km de llargada, situada en un atol de corall anomenat atol Agatti al territori de la Unió de Lakshadweep, Índia. Es troba 459 km a l'oest de la ciutat de Kochi.

## Geografia
Agatti es troba a uns 364 km de Kannur, 394 km de Kozhikode i 459 km de Kochi, al continent i 7 km al sud-oest de Bangaram, l'illa més propera. Kavaratti, l'illa habitada més propera, es troba a 54 km al SE i l'atol de Suheli Par a 76 km al sud. La superfície total de l'atoll d'Agatti és de 3,226 km², dels quals 3,141 km² corresponen a l'illa principal i 0,085 km² a la petita illa de Kalpatti, que es troba a l'extrem sud del mateix escull. L' àrea de la llacuna és de 24,84 km².

## Clima
| Dades climàtiques a Agatti Island (Aeroport d'Agatti) 1981–2010, extremes 1996–2012 | Dades climàtiques a Agatti Island (Aeroport d'Agatti) 1981–2010, extremes 1996–2012 | Dades climàtiques a Agatti Island (Aeroport d'Agatti) 1981–2010, extremes 1996–2012 | Dades climàtiques a Agatti Island (Aeroport d'Agatti) 1981–2010, extremes 1996–2012 | Dades climàtiques a Agatti Island (Aeroport d'Agatti) 1981–2010, extremes 1996–2012 | Dades climàtiques a Agatti Island (Aeroport d'Agatti) 1981–2010, extremes 1996–2012 | Dades climàtiques a Agatti Island (Aeroport d'Agatti) 1981–2010, extremes 1996–2012 | Dades climàtiques a Agatti Island (Aeroport d'Agatti) 1981–2010, extremes 1996–2012 | Dades climàtiques a Agatti Island (Aeroport d'Agatti) 1981–2010, extremes 1996–2012 | Dades climàtiques a Agatti Island (Aeroport d'Agatti) 1981–2010, extremes 1996–2012 | Dades climàtiques a Agatti Island (Aeroport d'Agatti) 1981–2010, extremes 1996–2012 | Dades climàtiques a Agatti Island (Aeroport d'Agatti) 1981–2010, extremes 1996–2012 | Dades climàtiques a Agatti Island (Aeroport d'Agatti) 1981–2010, extremes 1996–2012 | Dades climàtiques a Agatti Island (Aeroport d'Agatti) 1981–2010, extremes 1996–2012 |
| Mes                                                                                 | gen                                                                                 | febr                                                                                | març                                                                                | abr                                                                                 | maig                                                                                | juny                                                                                | jul                                                                                 | ag                                                                                  | set                                                                                 | oct                                                                                 | nov                                                                                 | des                                                                                 | anual                                                                               |
| ----------------------------------------------------------------------------------- | ----------------------------------------------------------------------------------- | ----------------------------------------------------------------------------------- | ----------------------------------------------------------------------------------- | ----------------------------------------------------------------------------------- | ----------------------------------------------------------------------------------- | ----------------------------------------------------------------------------------- | ----------------------------------------------------------------------------------- | ----------------------------------------------------------------------------------- | ----------------------------------------------------------------------------------- | ----------------------------------------------------------------------------------- | ----------------------------------------------------------------------------------- | ----------------------------------------------------------------------------------- | ----------------------------------------------------------------------------------- |
| Màxima rècord °C (°F)                                                               | 35.3 (95.5)                                                                         | 35.3 (95.5)                                                                         | 38.0 (100.4)                                                                        | 37.8 (100)                                                                          | 37.0 (98.6)                                                                         | 37.8 (100)                                                                          | 32.7 (90.9)                                                                         | 34.8 (94.6)                                                                         | 33.3 (91.9)                                                                         | 35.0 (95)                                                                           | 35.0 (95)                                                                           | 36.3 (97.3)                                                                         | 38.0 (100.4)                                                                        |
| Màxima mitjana °C (°F)                                                              | 31.2 (88.2)                                                                         | 31.5 (88.7)                                                                         | 32.4 (90.3)                                                                         | 33.2 (91.8)                                                                         | 32.8 (91)                                                                           | 31.1 (88)                                                                           | 30.4 (86.7)                                                                         | 30.5 (86.9)                                                                         | 30.5 (86.9)                                                                         | 30.9 (87.6)                                                                         | 31.4 (88.5)                                                                         | 31.3 (88.3)                                                                         | 31.4 (88.5)                                                                         |
| Mínima mitjana °C (°F)                                                              | 25.8 (78.4)                                                                         | 26.0 (78.8)                                                                         | 27.0 (80.6)                                                                         | 28.1 (82.6)                                                                         | 27.6 (81.7)                                                                         | 25.9 (78.6)                                                                         | 25.7 (78.3)                                                                         | 25.8 (78.4)                                                                         | 25.8 (78.4)                                                                         | 26.1 (79)                                                                           | 26.1 (79)                                                                           | 25.9 (78.6)                                                                         | 26.3 (79.3)                                                                         |
| Mínima rècord °C (°F)                                                               | 22.5 (72.5)                                                                         | 23.5 (74.3)                                                                         | 24.2 (75.6)                                                                         | 23.2 (73.8)                                                                         | 22.1 (71.8)                                                                         | 22.3 (72.1)                                                                         | 22.7 (72.9)                                                                         | 22.5 (72.5)                                                                         | 22.7 (72.9)                                                                         | 22.2 (72)                                                                           | 22.1 (71.8)                                                                         | 22.8 (73)                                                                           | 22.1 (71.8)                                                                         |
| Pluja mitjana mm (polzades)                                                         | 8.3 (0.327)                                                                         | 2.0 (0.079)                                                                         | 0.5 (0.02)                                                                          | 5.6 (0.22)                                                                          | 179.6 (7.071)                                                                       | 337.2 (13.276)                                                                      | 339.9 (13.382)                                                                      | 206.6 (8.134)                                                                       | 142.3 (5.602)                                                                       | 179.8 (7.079)                                                                       | 105.3 (4.146)                                                                       | 58.7 (2.311)                                                                        | 1.566 (61,654)                                                                      |
| Mitjana de dies de pluja                                                            | 0.6                                                                                 | 0.2                                                                                 | 0.1                                                                                 | 0.4                                                                                 | 6.5                                                                                 | 16.0                                                                                | 16.1                                                                                | 12.5                                                                                | 10.0                                                                                | 9.3                                                                                 | 5.5                                                                                 | 2.4                                                                                 | 79.5                                                                                |
| Humitat relativa mitjana (%) (a 17:30 IST)                                          | 69                                                                                  | 68                                                                                  | 67                                                                                  | 67                                                                                  | 72                                                                                  | 79                                                                                  | 80                                                                                  | 78                                                                                  | 78                                                                                  | 77                                                                                  | 75                                                                                  | 70                                                                                  | 73                                                                                  |
| Font: India Meteorological Department                                               |                                                                                     |                                                                                     |                                                                                     |                                                                                     |                                                                                     |                                                                                     |                                                                                     |                                                                                     |                                                                                     |                                                                                     |                                                                                     |                                                                                     |                                                                                     |

## Població
La seva població, segons el cens del 2011, era de 7.560 habitants, i l'islam n'és la religió principal dels illencs. Es diu que la religió islàmica va ser portada pel viatger àrab Ibn Batuta. La majoria de la gent parla malayalam, anglès i tàmil. Agatti té la seva pròpia central elèctrica i una dessalinitzadora que proporciona aigua dolça als illencs.

## Transport
Lakshwadeep està connectat amb Cochin per ruta marítima. Set vaixells de passatgers operen entre els dos ports en un viatge que triga entre 14 i 20 hores. L'aeroport d'Agatti és l'únic aeroport de Lakshadweep.

## Turisme
Agatti és una de les illes Lakshadweep obertes al turisme, tot i que sota determinades restriccions. Els turistes han d'obtenir el permís d'entrada de l'Administració de Lakshadweep per entrar o visitar l'illa. El permís d'entrada s'emet segons que el visitant tingui un lloc confirmat per allotjar-se. Només hi ha dos hotels o complexos turístics a l'atol.